# Федеральное казённое предприятие
Федера́льное казённое предприя́тие (ФКП) — в Российской Федерации унитарное предприятие, основанное на праве оперативного управления. Решение о создании, реорганизации и ликвидации ФКП принимает Правительство Российской Федерации. Также Правительство утверждает устав ФКП, являющийся его учредительным документом. По гражданскому законодательству РФ государство несёт субсидиарную ответственность по обязательствам ФКП при недостаточности его имущества.
Постановлением Правительства Российской Федерации утверждены «Правила создания и регулирования деятельности федеральных казённых предприятий», а также дополнены полномочия федеральных органов исполнительной власти в части утверждения сметы доходов и расходов ФКП.
Введение статуса федеральных казённых предприятий явилось заменой учреждённого в 1994 году статуса казённого завода (казённой фабрики, казённого хозяйства), которые создавались на базе ликвидированных федеральных государственных предприятий.